# 大都會運輸2
《大都會運輸2》（英語：Cities in Motion 2）是2013年一個商業模擬遊戲，為《大都會運輸》的續作，讓玩家在一些城市經營巴士、有軌電車、無軌電車、地鐵及渡輪等公共交通。該遊戲由芬蘭工作室Colossal Order開發，並由Paradox Interactive發行。

## 同類遊戲
- 《交通巨人》 （Traffic Giant）
- 《運輸大亨》 （Transport Tycoon）
- 《模擬交通》 （Simutrans）

## 外部連結
- Cities in Motion 2官方網站
- Colossal Order 官方網站 （页面存档备份，存于）